# Gembloux
Gembloux (neerlandeză Gembloers, valonă Djiblou) este un oraș francofon din regiunea Valonia din Belgia. Comuna Gembloux este formată din localitățile Gembloux, Beuzet, Bossière, Bothey, Corroy-le-Château, Ernage, Grand-Leez, Grand-Manil, Isnes, Lonzée, Mazy și Sauvenière. Suprafața sa totală este de 95,86 km². La 1 ianuarie 2008 comuna avea o populație totală de 22.430 locuitori. 

## Localități înfrățite
- Franța: Épinal;
- Grecia: Skyros;
- Regatul Unit: Loughborough;
- Spania: Aller.